# Transposición de Ferrier
La Transposición de Ferrier es una reacción orgánica que implica una reacción de sustitución nucleofílica combinada con una transposición alílica de un glical (un glucósido 2,3-insaturado). Fue descubierta por el químico Robert J. Ferrier.

## Mecanismo
En el primer paso, se forma un catión aliloxocarbenio (2) como intermediario, típicamente promovido por un Lewis ácido como cloruro de indio (III) o trifluoruro de boro. Este ion reacciona in situ con un alcohol, formando una mezcla de anómeros α (3) y β (4) del 2-glucósido. La doble ligadura se estabiliza por resonancia en las posiciones 3,4.

## Ejemplos
| Ácido de Lewis | Alcohol           | Condiciones                        | Resultados                      |
| -------------- | ----------------- | ---------------------------------- | ------------------------------- |
| InCl3          | Metanol           | En diclorometano                   | α:β = 7:1                       |
| dioxano        | Agua              | Calefacción                        | 75% rendimiento                 |
| SnCl4          | Metanol           | En diclorometano, –78 °C, 10 min   | 83% rendimiento, α:β = 86:14    |
| BF3·O(C2H5)2   | isopropanol       | En diclorometano, TA, 24 h         | 95% rendimiento                 |
| ZnCl2          | Etanol            | En tolueno, RT, 30@–60 min         | 65–95% rendimiento, α:β = 89:11 |
| BF3·O(C2H5)2   | Alcohol bencílico | En diclorometano, –20 °C a TA, 1 h | 98% cosecha                     |

## Modificaciones

### Formación de C-glucósidos
Reemplazando el alcohol con un silano, se pueden formar por este método los C-glucósidos. Con trietilsilano (R'=H), la reacción forma un 2,3-deoxy azúcar insaturado.

### Equivalente de nitrógeno
Una reacción análoga con nitrógeno como heteroátomo fue descrits en 1984 para la síntesis del antibiótico estreptazolina.